# Yahia Agha
Yahia Agha fut une figure militaire et politique influente de la Régence d'Alger au début du XIXe siècle, sous le règne du Dey Hussein Pacha (1818–1830). En tant qu'agha des Arabes, il commandait l'ensemble des forces armées de la Régence, y compris les janissaires, et était considéré par les consuls occidentaux comme le ministre de la Guerre de la Régence.

## Carrière militaire et politique
Yahia Agha mena plusieurs campagnes militaires visant à maintenir l'autorité de la Régence sur les régions périphériques. En 1818–1819, il tenta de soumettre le marabout Mohammed el Kebir, fils de Sidi Ahmed Tedjani, en lançant une expédition contre la place-forte d'Aïn-Madi, sans succès tangible. Il exigea également le service militaire des Amraoua, qui refusèrent, provoquant un soulèvement de plusieurs tribus de la Kabylie du sud-ouest. Ces révoltés finirent par se combattre entre eux, puis firent leur soumission en 1819.
En 1822, Yahia Agha fit reconstruire le vieux Bordj El-Qantara d'El-Harrach, agrandissant l'édifice pour y installer des magasins de munitions et autres approvisionnements militaires. Ce fort devint le lieu de rassemblement de la mhalla annuelle, expéditions contre des tribus insoumises.

## Médiation lors de la révolte de Bougie
En 1823, lors de la révolte des tribus de Bougie, Yahia Agha a chargé le Caïd Mohamed Ben Kanoun de négocier le passage en sécurité de soldats ottomans bloqués dans la ville. Il obtint l'aide de tribus locales pour escorter les troupes à travers des zones hostiles jusqu'à Alger, évitant ainsi des pertes supplémentaires.

## Déclin et disgrâce
En 1827, des intrigues à la cour du dey Hussein Pacha, alimentées par le riche Hadj-Ahmed bey de Constantine, accusèrent Yahia Agha d'avoir des visées sur le pouvoir. On prétendit que les travaux de fortification du bordj d'El-Harrach visaient à lui assurer une base fortifiée en cas de difficultés. Le dey Hussein, influencé par ces rumeurs, le remplaça par son gendre Ibrahim Agha, puis ordonna son exécution dans sa retraite à Blida peu de temps après.
En 1827, des intrigues à la cour du dey Hussein Pacha, alimentées par le riche Hadj-Ahmed bey de Constantine, accusèrent Yahia Agha d'avoir des visées sur le pouvoir. On prétendit que les travaux de fortification du bordj d'El-Harrach visaient à lui assurer une base fortifiée en cas de difficultés. Le dey Hussein, influencé par ces rumeurs, le remplaça par son gendre Ibrahim Agha, puis ordonna son exécution dans sa retraite à Blida peu de temps après.
Yahia Agha incarne ainsi les tensions internes et les luttes de pouvoir qui caractérisaient la Régence d'Alger à la veille de la conquête française.